# Карићи (Јајце)
Карићи су насељено место у Босни и Херцеговини у Општини Јајце које административно припада Федерацији Босне и Херцеговине. Према попису становништва из 1991. у насељу је живело 249 становника.

## Становништво
По последњем службеном попису становништва из 1991. године, у насељу Карићи је живело 249 становника. Сви становници су били Хрвати.